# Archigny
Archigny là một xã, tọa lạc ở tỉnh Vienne trong vùng Nouvelle-Aquitaine, Pháp. Xã này có diện tích 66,68 km², dân số năm 2006 là 1020 người. Xã nằm ở khu vực có độ cao trung bình 120 m trên mực nước biển. Dân địa phương danh xưng tiếng Pháp là Archignois.

## Hành chính
| Danh sách các xã trưởng |               |                     |      |         |
| Giai đoạn               | Giai đoạn     | Tên                 | Đảng | Tư cách |
|                         |               | Jacques Lonhienne   |      |         |
| mars 2001               | réélu en 2008 | Jean-Claude Pinneau | UMP  | néant   |

## Biến động dân số
| Năm | 1962 | 1968 | 1975 | 1982 | 1990 | 1999 | 2006 |
| --- | ---- | ---- | ---- | ---- | ---- | ---- | ---- |
| Dân số | 1350 | 1452 | 1239 | 1111 | 992  | 987  | 1020 |
| From the year 1962 on: No double counting—residents of multiple communes (e.g. students and military personnel) are counted only once. |      |      |      |      |      |      |      |